# Khaduli Barlas
Khaduli Barlas, oder Chaduli Barlas (auch: Khadjuli Barlas, mongolisch Хадули Барлас; 12. Jh.) war ein Fürst des Clans der Borjigin. Er war der Sohn von Tumbinai Khan und Bruder von Khabul Khan, des Gründers der Khamag-Mongol-Föderation. Sie alle lebten im 12. Jahrhundert. Historiker bezeichnen ihn als Vollbruder von Khabul Khan, Er diente beim Khamag Mongol als Heerführer, Minister (Darughachi) und Ratgeber. in der Zeit zwischen 1130 und 1148. Er war ein Vorfahre väterlicherseits von Timur durch seinen Urururenkel Qarachar Noyan (Qarachar Barlas, 1166–1256), den Gründer des Barlas Mongol-Clans. Chaduli Barlas kämpfte zusammen mit seinem Bruder Qabul Khan gegen China. Sie errangen einige Siege für die Khamag Mongol-Konföderation und sein Sohn Erumduli Barlas war ebenfalls Beamter der mongolischen Hierarchie.